# Torricó de Guàrdia
La Torricó de Guàrdia és una obra de la Jonquera (Alt Empordà) inclosa a l'Inventari del Patrimoni Arquitectònic de Catalunya.

## Descripció
D'aquesta construcció, possible garita-torre de guaita, en queden dos elements: un cos quadrangular i el torricó. Encara que cobert de runes el seu interior, i de tota mena vegetació s'aprecia l'heterogeni aparell constructiu consistent en pedres sense escairar i argamassa. De l'estança en resten les quatre parests. Del torricó conservem alguns dels merlets, de planta quadrada, però amb els cantons arrodonits; la part superior del torricó s'eixampla per a donar més lloc als merlets que apareixen sostinguts per una mena de mènsules. El torricó té diferents obertures en forma d'espitllera; a cada pis, dels tres que s'hi aprecien exteriorment.